# Apothechyla carbo
Apothechyla carbo là một loài ruồi trong họ Asilidae. Apothechyla carbo được Walker miêu tả năm 1851.